# هانئ بن مسعود الشيباني
هانئ بن مسعود بن عمرو الشيباني من سادات العرب وأبطالهم في الجاهلية، وهو الذي قاد العرب في يوم «ذي قار».

## وقعة ذي قار
كان كسرى قد أقطعه «الأبلة» ومنازله مع قومه بني شيبان في بادية ذي قار. ولما أحسّ النعمان بن المنذر «المنعوت بملك العرب» بتغير كسرى عليه، واستدعاه كسرى من الحيرة مقر أمارته للذهاب إلى فارس، بحث عن قبيلة تحمي أهله وسلاحه وماله إن أراده كسرى بسوء، وذهب إلى ذي قار فنزل في بني شيبان سراً، ولقي هانئاً؛ فعاهده هذا على أن يمتع ودائعه مما يمنع من أهله، فأودعه أهله وماله وفي 400 درع. ثم توجه إلى كسرى فقبض عليه، وأرسله إلى خانقين فمات بالطاعون، وولي مكانه «في الحيرة» إياس بن قبيصة الطائي، وكتب كسرى إلى إياس أن يجمع ما خلفه النعمان ويرسله إليه، فبعث إياس إلى هانئ يأمره بإرسال ما استودعه النعمان، ووفى هانئ بعهده للنعمان فامتنع عن تسليم الودائع، وزحف جيش كسرى يقوده إياس بن قبيصة ومعه مرازبة من الفرس وكثير من قبائل تغلب وإياد وغيرهما. إلا أن إياداً اتصلت ببني شيبان خفية، ووعدتهم بأن لا تقاتل، وكانت المعارك في بطحاء ذي قار، وأخرج هانئ ما عنده من سلاح النعمان ودروعه فوزعه على جموع بكر بن وائل وقد سببت انتصاراً لشيبان. وانهزم الفرس ومن معهم، وللشعراء قصائد كثيرة في وصف هذا اليوم.

## تاريخ الوقعة
يرجح الرواة أنه كان بعد بعثة النبي صلى الله عليه وسلم، وينقل بعض المؤرخين أن هانئ قال يوم الوقعة: «يا قوم! مهلك مقدور خير من نجاء معرور، الحذر لا يدفع القدر، والصبر من أسباب الظفر، المنيّة ولا الدنيّة، واستقبال الموت خير من استدباره، جدوا فما من الموت بُد، شدوا واستعدوا وإلا تشدوا تردوا».